# Microsoft Powertoys
Microsoft Powertoys är en uppsättning systemverktyg skapade av Microsoft är och avsedda för avancerade användare. Verktygen finns tillgängliga för Windows 95, Windows XP, Windows 10 samt Windows 11, där de två sistnämnda har öppen källkod och finns på Github under MIT-licensen.